# Fallen Angels (1995)
Fallen Angels (Originaltitel: chinesisch 墮落天使 / 堕落天使, Pinyin Duòluò Tiānshǐ, Jyutping Do6lok6 Tin1si3) ist ein Filmdrama des Hongkonger Regisseurs Wong Kar-Wai aus dem Jahr 1995. Die betörende Großstadt-Collage war ursprünglich als Fortsetzung von Chungking Express gedacht und brachte Wong Kar-Wai internationalen Ruhm.
Ein fieberhafter Reigen einsamer Menschen in Hongkong: Ein melancholischer Killer und seine heimlich in ihn verliebte „Agentin“, ein stummer Kleinkrimineller, der nachts in Läden einbricht, um dann Passanten Dinge aufzuschwatzen, die sie nicht brauchen; die verlassene Prostituierte Cherry, die durch die Nacht streift, um sich an der Neuen ihres Ex für ihr Unglück zu rächen. Sie alle sind gefangen in kreisenden Gedanken – unfähig, aus dem Schatten heraus zu treten: die Agentin des Killers bricht in dessen Wohnung ein, auf der Suche nach ein paar Souvenirs ihrer verlorenen Liebe, während der Killer sich derweilen die Menschen aus seiner Vergangenheit vom Leib hält, deren normales Leben in Familienbanden ihn befremdet. Der stumme Kleinkriminelle, der gemeinsam mit seinem alten Vater in einer vollgestopften Wohnung lebt, trifft auf die hyperaktive Cherry und folgt ihr auf einer manischen Suche durch die Nacht. Sie alle begegnen einander zufällig, ohne jemals den Käfig, in dem sie gefangen sind, zu verlassen und abzuschütteln.
Mit goßer Konsequenz erzählt Wong Kar-Wai in „Fallen Angels“ nach „Chunking Express“ sein bahnbrechendes Großstadtmärchen der Verlorenen weiter. Mit seinen exzentrischen Bildern, Sounds und Rhythmen markiert der Film als nervös flackernder Fiebertraum den vorläufigen Höhepunkt von Wong Kar-Wais herausragender Statistik der 1990er Jahre. Ein großartiges Zeugnis einer Welt voll trauriger Exzentriker auf der Flucht vor ihren Leben und voller Hoffnung, sich selbst zu entkommen.